# Måløy
61°56′16″N 5°6′50″Ø / 61.93778°N 5.11389°Ø
Måløy er en by i Vågsøy kommune i Vestland fylke i Norge med 3.026 indbyggere (2009). Byen ligger på sydøstsiden af Vågsøen, og er en af de vigtigste fiskerihavne i Norge.  Måløy fik bystatus i 1997.

## Måløy by
Efter at Måløy by fik bystatus, indgår også Halnes og Holvik i syd og "Polljen" (Trollebø, Deknepollen, Skavøypollen, Tennebø, Blålida og Nygård) i vest som en del af byen.  Bygrænsen går ved Nygårdssvingene, lige efter Almenningsfjellet.
Gaderne i Måløys centrum ligger næsten parallelt med fjeldsiden. De har ikke navne, men er nummererede. Med "Sjøgata" og "Gate 1" som hovedgader længst ned mod sundet, til "Gate 8" længst op.
Måløy ligger godt skærmet mod vejr og vind. I tidligere tider måtte skibe ofte forblive i Måløy og vente på at sejle videre på grund af dårligt vejr. I dag bliver Måløy anløbet af Hurtigruten. Det går også ekspresbus til Oslo og hurtigbåd til Bergen flere gange om dagen.
I 1951 blev det bygget en mole fra den sydlige del af Måløy (Sæterneset) til Moldøen. Herefter har sejlruten gået gennem Ulvesundet på østsiden af Moldøen.
I 1973 åbnede Måløybroen og forbandt Vågsøy med fastlandet over Ulvesundet.